# 阿马维达
阿马维达，是西班牙卡斯蒂利亚-莱昂阿维拉省的一个市镇。 总面积15km2, 总人口192人（2001年），人口密度13人/km2。